# Heydeniella sherrae
Heydeniella sherrae är en spindeldjursart som beskrevs av Lee och Hunter 1974. Heydeniella sherrae ingår i släktet Heydeniella och familjen Ologamasidae. Inga underarter finns listade i Catalogue of Life.